# Bronz-barlang
A Bronz-barlang Magyarország megkülönböztetetten védett barlangjai között van. A Duna–Ipoly Nemzeti Parkban található. Érdekes holocén állatcsontok és bronzkori embercsontok láttak napvilágot belőle. Az egyik leletről, egy hatalmas Bison priscus koponyáról meg lett állapítva, hogy felső pleisztocén.

## Leírás
Nagykovácsi belterületétől D-re lévő enyhén lejtő hegyoldalban, erdőben van az 1,7×2,1 m-es, természetes jellegű, kör alakú, majdnem függőleges, lejtő tengelyirányú bejárata. Egy földúttól kb. 40 m-re nyílik. A bejárat előtt nagy meddőhányó van. Elágazó és többszintes barlang. Triász dachsteini mészkőben, mészkő és vastag breccsa határán, korrózió miatt alakult ki. Megfigyelhetők benne kürtő, gömbüst, ujjbegykarr, hieroglifa, vetőtükör és kalcittelér. A járatokban létrejött függőcseppkő, állócseppkő, szalmacseppkő, cseppkőzászló, cseppkőlefolyás, cseppkőbekérgezés, mikrotetaráta és huzat borsókő. Denevérek és pelék is előfordulnak a barlangban. Vízszintes kiterjedése kb. 30 m. A lezáratlan barlang engedéllyel és kötéltechnikai eszközök alkalmazásával látogatható. 25 m kötél kell bejárásához, amelyet megkönnyítenek az elhelyezett fix nittek.
Sok holocén állatcsontot és néhány bronzkori embercsontot találtak a kitöltésben. Előkerültek belőle Homo sapiens, Bison priscus, jávorszarvas, szürke farkas, barna medve, siketfajd és nyírfajd csontok, valamint egy fekete, valószínűleg 9. századi cserépdarab is és elképzelhető, hogy ebből az időből származik a háziállat csontok nagy része. A cserépdarab korát a Magyar Nemzeti Múzeum régészei állapították meg, a csontokat Gasparik Mihály, a Magyar Természettudományi Múzeum munkatársa vizsgálta. Az embercsontok kora a 9. század és i. e. 1000 közé tehető. A vadállat csontok holocén koriak. Vörös István, a Magyar Nemzeti Múzeum munkatársa szerint a hatalmas Bison priscus koponya a szarv görbülete és egyéb jelek alapján 100 000 éves, azaz felső pleisztocén.
1994-ben lett Bronz-barlang a barlang neve. Nevét az előkerült, valószínűleg bronzkori embercsontok miatt kapta. Előfordul a barlang az irodalmában Bronz barlang (Takács, Gigler), Bronz Barlang (Takács, Gigler), Cseresznyés-erdei-sziklaüreg (Bertalan, Schőnviszky 1976), Cseresznyés erdei sziklaüreg (Takács, Gigler), Cseresznyéserdei sziklaüreg (Bertalan 1944) és Cseresznyéskerti-üreg (BEAC 1991) neveken is.

## Kutatástörténet
A Turisták Lapja 1944. évi évfolyamában megjelent ismertetés szerint a Cseresznyéserdei sziklaüreg Nagykovácsi határában, a Nagykovácsitól D-re lévő uradalmi erdőben, a 424 m-es magassági ponttól kb. 300 m-re É–ÉNy-ra és kb. 400 m tengerszint feletti magasságban van. 1,5 m mély berogyásból D-i irányba nyílik. A kb. 6 m hosszú és szűk barlang dachsteini mészkőben alakult ki és kedvelt rókatanya. A Bertalan Károly és Schőnviszky László által összeállított, 1976-ban megjelent Magyar barlangtani bibliográfia barlangnévmutatójában meg van említve a Budai-hegységben lévő barlang Cseresznyés-erdei-sziklaüreg néven. A barlangnévmutatóban meg van említve 1 publikáció, amely foglalkozik a barlanggal.
Az 1976-ban befejezett, Magyarország barlangleltára című kéziratban az olvasható, hogy a Budai-hegyekben lévő, nagykovácsi Cseresznyéserdei sziklaüreg a Nagykovácsitól D-re elhelyezkedő 424 m-es MP-tól ÉÉNy-ra kb. 300 m-re található. 1,5 m mély berogyásból D-i irányba nyílik és csak közelről vehető észre a bejárata. Kb. 6 m hosszú szűk üreg. Az öregek szerint egész Nagykovácsi belefér. Lehet, hogy eltömődött. A kézirat barlangra vonatkozó része egy irodalmi mű alapján lett írva. Az 1984-ben megjelent, Magyarország barlangjai című könyv országos barlanglistájában szerepel a Budai-hegységben lévő barlang Cseresznyés-erdei-sziklaüreg néven. A listához kapcsolódóan látható a Dunazug-hegység barlangjainak földrajzi elhelyezkedését bemutató 1:500 000-es méretarányú térképen a barlang földrajzi elhelyezkedése.
1989-ben Tóth Sándor rajzolt egy 1:30 000 méretarányú helyszínrajzot, amelyen megjelölte a barlang helyét. Ugyanebben az évben megszerkesztette a barlang alaprajz térképvázlatát és hosszmetszet térképvázlatát. A térképvázlatok kb. 1:100 méretarányban szemléltetik a barlangot. 1990 körül a bejárati akna köré, két oldalon, életvédelmi célból drót védőhálót helyeztek el. 1991-ben a BEAC Barlangkutató Csoport rajzolta meg a barlang hossz-szelvény térképvázlatát, amely szerint a barlang 7 m mély. 1992-ben egy Homo sapiens alsó állkapcsát találták meg az üregben.

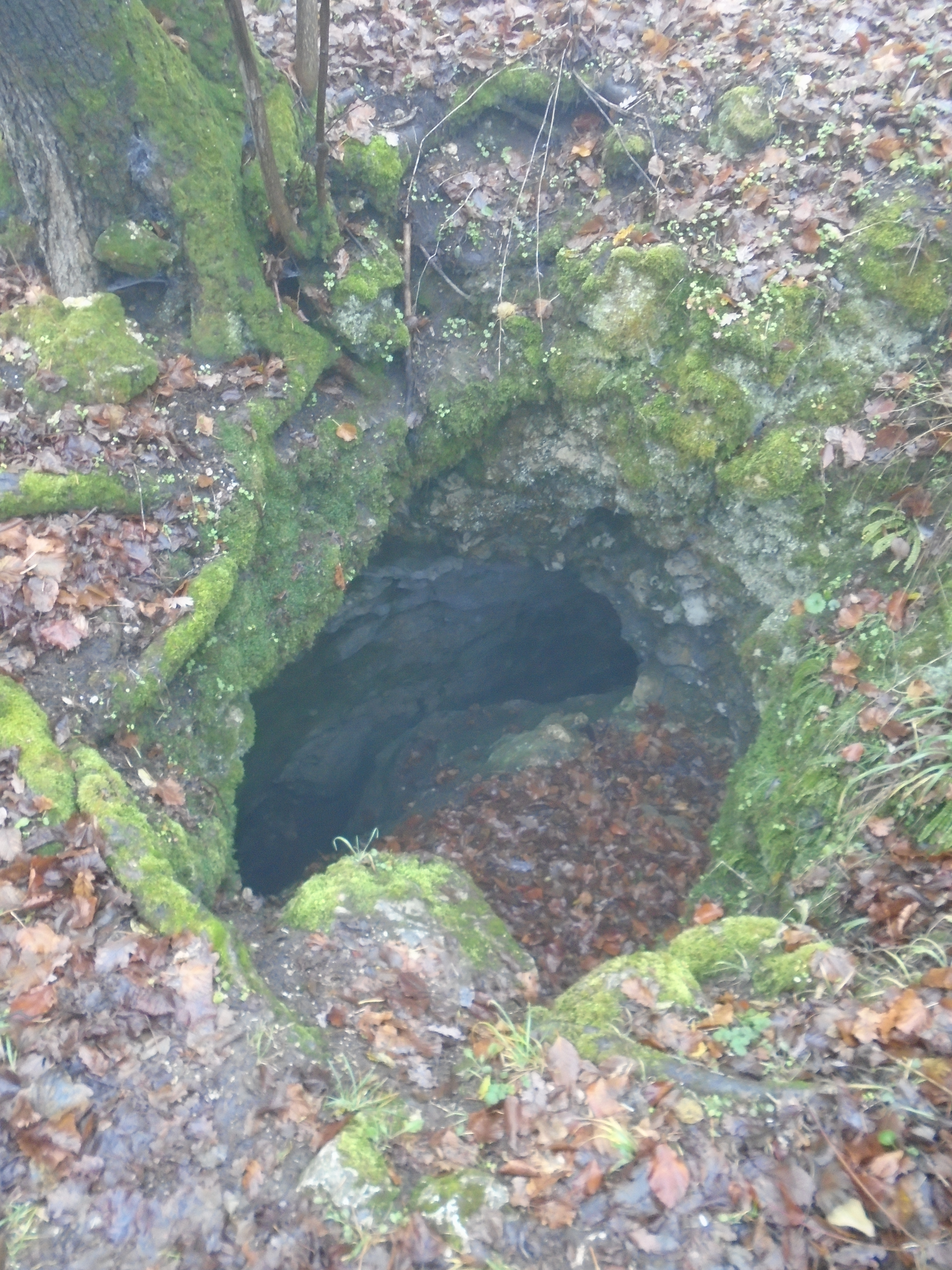
A Bronz-barlang bejárata

1993 novemberében kezdte el az FTSK Barlangkutató Szakosztály a kb. 2 m mély barlang törmelékének kihordását. 1994. január 16-án a szakosztály 8 m vastag, 15 m³ kitöltés eltávolítása után érte el a Bölény-terem felső részét. A barlang 40 m hosszú és 14 m mély lett. A teremben embercsontokat fedeztek fel, amelyeket Kordos László vizsgált. A vizsgálat szerint a csontok lehet, hogy bronzkoriak. 1993-ban, vagy 1994-ben drótkötélpályát építettek, hogy a munka hatékony és biztonságos legyen. 1994 februárjában Zsólyomi Zsolt rajzolta meg a barlang alaprajz térképét. 1994 márciusában Nyerges Attila rajzolta meg a barlang hosszmetszet térképvázlatát, amely szerint a barlang 14 m mély.
1995 novemberében Kertai József földsugárzás méréssel, georadiesztéziával a barlangnak kb. 400 m-es folytatását mutatta ki, amelynek első 100 m-ét részletesen felmérte és lerajzolta. Megállapította, hogy a barlang nem az akkori végpontból folytatódik, hanem a Bölény-terem oldalából, 16 m mélységben, 90°-os irányban indul az új járat. A járat a két közeli töbör alatt folytatódik és elkanyarodik 30°-ra kb. 80 m után. Itt van valószínűleg egy omlás miatt vége a járható résznek, de 2–3 m-nyire megint folytatódik. A Bronz-barlanghoz nagyon közel talált egy másik hasonló hosszú barlangot, amely kb. 270°-ra, ellenkező irányba halad. 1996-ban folytatódott a barlang feltárása bontással. 1996. szeptember 7-e és szeptember 16-a között 8 Homo sapiens csontot, jávorszarvas csontokat és Bison priscus csontokat is felfedeztek.
1996. november 23-án találtak egy hatalmas Bison priscus koponyát, amelynek kiszabadításáról fényképek készültek és amelyet 1997. február 1-jén sikerült épségben felszínre szállítani. 1996. november 29-én Gasparik Mihály meglátogatta a barlangot és irányításával kezdődött el a koponya szakszerű kiemelése. 1997. március 23-án Bison priscus csontok kerültek elő. 1997. május 11-én szürke farkas, jávorszarvas és Bison priscus csontokat is felfedeztek. 1997. május 31-én nyírfajd, Homo sapiens, jávorszarvas és Bison priscus csontokat találtak. 1997. szeptember 20-án meg lett rajzolva a barlang alaprajz térképvázlata és hosszmetszet térképvázlata. A Zsólyomi Zsolt és Kertai József által végzett felmérés szerint a barlang kb. 15 m mély.

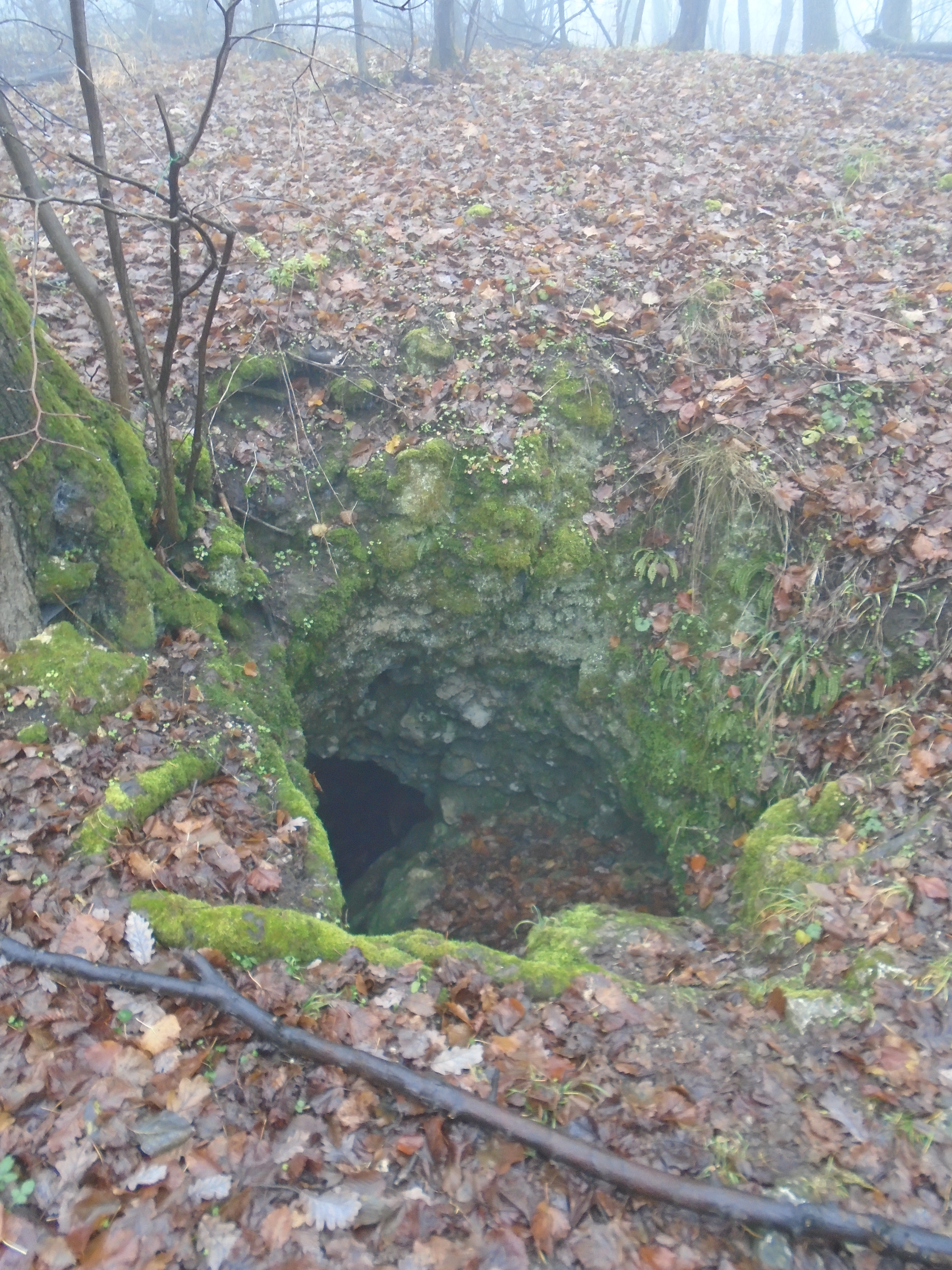
A Bronz-barlang bejárata

1997-ben 33,5 m volt a feltárt, új szakaszok poligonhossza. A Kertai József által írt, Nagykovácsi Bronz-barlang 1993–1996 című dolgozat az 1997. évi Cholnoky Jenő Karszt- és Barlangkutatási Pályázat egyéni kategóriájában könyvjutalmat kapott. Az 1997. évi MKBT Műsorfüzetben beszámolt Kertai József az 1995. évi földsugárzásmérés eredményéről. A publikációhoz mellékelve lett egy helyszínrajz, amelyen ábrázolva van a barlang kimutatott részének alaprajza és a feltételezett folytatás részletesebb alaprajza.
A Kertai József által írt, Bronz-barlang. Nagykovácsi című dolgozat az 1998. évi Cholnoky Jenő Karszt- és Barlangkutatási Pályázat egyéni kategóriájában III. díjat és 10 000 forint pénzjutalmat kapott. 2000-ig kb. 1000 csont meghatározása történt meg, amelyek alapján 34 faj, 33 állatfaj és 1 emberfaj lett kimutatva. A csontok többsége emlősé, de néhány madárfaj is előfordult. 2000. február 29-én szerkesztve lett egy térrajz, amely a barlangot ábrázolja és amely 1:175 méretarányban készült. 2000-ben folytatódott a törmelék eltávolítása a barlangból, a Bölény-terem talpszintjének süllyesztése és ebben az évben a Magyar Természettudományi Múzeum munkatársa, Gasparik Mihály elvégezte az előkerült csontok vizsgálatát. Meghatározta a talált fajokat és következtetéseket vont le a leletekből.
A feltáráskor megfigyelték, hogy a kitöltésben az apró törmeléket felváltották a nagyméretű sziklatömbök és megállapították, hogy a Bölény-terem keresztmetszete folyamatosan szűkül lefelé. A barlang mélypontja 18 m mélyen volt. 2000-ben a helyszínen 26-an vettek részt a feltárásban. 2000-ben Kertai József, Balázs Péter, Marosvölgyi Krisztina és Takács Róbert mérték fel fix pontokkal a barlangot, majd 2000. szeptember 22-én Takács Róbert a felmérés felhasználásával megrajzolta a barlang alaprajz térképét és függőleges vetület térképét. A két térkép 1:100 méretarányban szemlélteti a barlangot. Ekkor készült a barlangot 1:50 méretarányban bemutató alaprajz térkép is. A Kraus Sándor által 2000-ben összeállított kézirathoz mellékelve lett a barlang Nyerges Attila által készített térképe, amelyen látható az 1996. júniusi és az 1997. decemberi kiterjedése a barlangnak. A Bronz-barlang 2000-ben Takács Róbert által kitöltött barlang nyilvántartólapján az olvasható, hogy a barlang 106,52 m hosszú, 18,017 m függőleges kiterjedésű, 18,017 m mély és 22 m vízszintes kiterjedésű.
2002-ben a Tolerancia Barlangkutató Csoport mérte fel a barlangot, majd Takács Róbert a felmérés felhasználásával megszerkesztette a barlang alaprajz térképét és függőleges vetület térképét. A két térkép 1:100 méretarányban szemlélteti a barlangot. A függőleges vetület térkép szerint a barlang 25 m mély. A barlang 2002. szeptember 7-én készült állapotfelvételi kéziratában az olvasható, hogy az engedély nélkül is megtekinthető Bronz-barlang kb. 85 m hosszú, kb. 22 m függőleges kiterjedésű, kb. 22 m mély, kb. 30 m vízszintes kiterjedésű és kb. 400 m³ térfogatú. A Duna–Ipoly Nemzeti Park Igazgatóság működési területén, a Budai-hegységben elhelyezkedő, 4750/7 kataszteri számú Bronz-barlang, 2006. február 28-tól, a környezetvédelmi és vízügyi miniszter 8/2006. KvVM utasítása szerint, megkülönböztetett védelmet igénylő barlang. A Duna–Ipoly Nemzeti Park Igazgatóság működési területén lévő, 4750-7 kataszteri számú Bronz-barlang, 2012. február 25-től, a vidékfejlesztési miniszter 4/2012. (II. 24.) VM utasítása szerint, megkülönböztetetten védett barlang.